# Swansonov zakon
Swansonov zakon je opažanje da cijena solarnog panela s pada za 20 posto za svako udvostručenje kumulativne količine pošiljke. Prema sadašnjim stopama, troškovi se prepolovljuju svakih 10 godina. Ime je dobila po Richard Swansonu, osnivaču SunPower Corporation, proizvođača solarnih panela.
Swansonov zakon uspoređen je s Mooreovim zakonom, koji predviđa rastuću računalnu snagu procesora. Cijene fotonaponskih ćelija kristalni silicij pale su sa $76.67 američkih dolara po vatu u 1977 na $0.36
$36 dolara po vatu u 2014 godini. Iscrtavanje cijene modula (u $ / Wp) u odnosu na vrijeme pokazuje pad od 10% godišnje. 
Izgleda da je pojam Swanson's Law proizašao iz članka u The Economistu koji je objavljen krajem 2012. godine. To je pogrešan naziv u tome što Swanson nije bila prva osoba koja je ovo zapazila. Metodu koju koristi Swanson češće nazivamo krivulja učenja ili krivulja iskustva analize. Najprije je razvijen i primijenjen u zrakoplovnoj industriji sredinom 1930-ih godina, i prva široka primjena u industriji fotonaponskih sustava bila je sredinom 1990-ih.